# Steaguri ale marinei comerciale
Pavilionul civil, numit și steag comercial, este drapelul național afișt de navele civile (comerciale și altele, în opoziție cu navele militare) pentru a indica naționalitatea. Țările pot avea un drapel național pentru cele mai multe scopuri pe uscat, un alt drapel (civil) pentru toate navele nefolosite în scop militar, și un steag ale marinei militare; uneori, două sau toate aceste steaguri pot fi identice.
În cele mai multe țări, la începuturi nu se făea nici o deosebire între steagurile folosite de navele de război ale statului și navele private, de obicei neînarmate (marină comercială). Astăzi, multe țări, inclusiv Statele Unite și Franța, continuă să aibă un singur steag național pentru cele mai multe scopuri.
În alte țări se face o distincție între steagul de uscat și steagurile marine, civile și militare. Cea mai cunoscută țară pentru sistemul elaborat de steaguri este Regatul Unit, care folosește Union Jack pe uscat, (inter alia) Red Ensign pentru navele comerciale, și White Ensign pentru Royal Navy.